# Namio Harukawa
Namio Harukawa (jap. 春川ナミオ Harukawa Namio; ur. 1947 r. w Osace w Japonii, zm. 24 kwietnia 2020) − japoński artysta znany ze swoich realistycznych rysunków erotycznych o tematyce femdom (kobieca dominacja). Jego rysunki przedstawiają niskich, szczupłych i bezradnych mężczyzn, którzy są obezwładniani i poniżani przez władcze, piękne i zmysłowe kobiety, charakteryzujące się masywną budową ciała.
Rysunki Harukawy cieszą się na całym świecie uznaniem i popularnością. Często są też umieszczane na stronach internetowych poświęconych tematyce femdom oraz BDSM.